# Venezillo aguayoi
Venezillo aguayoi är en kräftdjursart som först beskrevs av Lee Boone 1934.  Venezillo aguayoi ingår i släktet Venezillo och familjen Armadillidae. Inga underarter finns listade i Catalogue of Life.